# 시마즈 나리오키
시마즈 나리오키(일본어: 島津斉興)는 에도 시대 후기의 도자마 다이묘이다. 시마즈씨 제27대 당주이자 사쓰마번 제10대 번주이다.

## 생애

### 가독 승계
간세이 3년 (1791년) 11월 6일, 9대 당주 시마즈 나리노부의 장남으로써 에도에서 태어났다. 생모의 친가인 스즈키씨는 낭인이었기 때문에, 나리오키 출생 후에 번과 스즈키씨간의 다툼이 일어났다.
분카 원년 (1804년) 10월에 원복을 하고, 쇼군 도쿠가와 이에나리에서 휘를 받아 초명이었던 忠温 (타다요시/타다하루/타다아츠)에서 나리오키로 개명하고, 종4위하 시종 겸 분고노카미에 취임했다.
분카 6년 (1809년) 6월, 킨시로쿠 붕괴의 책임을 지는 형태로 아버지 나리노부가 할아버지 시게히데에 의해 강제 은거당했기 때문에, 그 뒤를 이어 10대 번주가 되었다. 그러나 번주가 되긴 했지만, 번정 개혁 등의 실권은 시게히데에게 있었다.
덴포 4년 (1833년), 시게히데가 89세의 나이로 긴 생애를 마감하자, 그제서야 번정의 실권을 잡고, 시게히데의 대부터 번정 개혁의 중진인 즈쇼 히로사토를 중용하여 재정개혁을 주로 한 사츠마번의 덴포 개혁에 힘썼다. 번정 개혁에서는 즈쇼 주도하에 빚 250년 분할 지불과 청나라와의 밀무역, 설탕 전매, 가짜 돈 만들기 등이 큰 효과를 나타내 사츠마번의 재정은 단번에 회복되었다. 그러나 가에이 원년 (1848년), 막부로부터 밀무역 건으로 비난받아 즈쇼는 12월에 급사했다. 나리오키에게 책임을 미치지 못하게 하기 위해 혼자 죄를 뒤집어쓰고 음독자살한 것으로 알려져있다. 또한, 대외 위기가 고조되면서, 서양식 포술을 채택하기로 하고, 번사를 나가사키에 파견하여 배우게 하거나, 주제방을 설치하여 대포 제조 등에도 착수했다.

### 오유라 소동
이 무렵, 나리오키의 후계를 둘러싸고 번 내에서는 분쟁이 일어났다. 나리오키의 아들 중 성인이 된 남자는 정실 이요히메 (카네코) (돗토리번주 이케다 하루미치의 딸)와의 사이에서 낳은 적자 나리아키라, 측실 오유라노카타와의 사이에서 낳은 5남 히사미츠가 있다. (차남 나리토시는 오카야마 이케다씨를 계승함). 원래라면 적남인 나리아키라가 이어야지만, 나리오키는 오유라와의 사이에서 낳은 히사미츠를 편애하였기 때문에, 그를 후계자로 하려했었다. 그러나 번내에서는 총명한 나리아키라를 후계자로 권하는 사람이 적지 않아, 가에이 2년 (1849년) 12월에 집안 소동 (오유라 소동)이 발발했다. 이는 나리아키라의 옹립을 바라는 야마다 키요야스(山田清安), 타카사키 고로에몬(高崎五郎右衛門), 콘도 류자에몬(近藤隆左衛門) 등 50여명이 대립하는 히사미츠와 그의 생모 오유라를 암살하려는 음모가 있었지만, 사전에 계획이 드러나 자살한 사건이다. 이 후에도 번 내에서는 나리아키라파와 히사미츠파로 나뉘어 대립이 끊이지 않았으나, 가에이 4년 (1851년) 2월, 로쥬 아베 마사히로의 조정에 의해, 나리오키는 은거하고, 나리아키라가 가독을 잇게 되었다.

### 만년과 최후
안세이 5년 (1858년) 7월 16일, 나리아키라가 먼저 50세의 나이로 급사하자, 나리아키라의 유언에 따라 번주는 히사미츠의 장남 타다노리가 어리다는 이유로 다시 번정을 장악하였다. 나리아키라가 계획했던 병사를 거느리고 상락하는 것을 취소하고, 안세이의 대옥에서 교토에서 사츠마로 도망쳐온 겟쇼의 보호를 거부했지만, 사이고 타카모리의 신병에 대해서는 아마미 오오시마에 숨기고, 막부에는 사이고는 죽었다고 위장했다. 또, 집성관 사업의 축소를 명하는 등, 복고 정책을 실시했지만, 안세이 6년 (1859년) 9월 12일에 69세 (만 67세)의 나이로 병사했다.

## 약력
※ 날짜는 음력임.
- 분카 원년 (1804년) 10월, 원복 (성인식). 쇼군 도쿠가와 이에나리의 한글자를 받아, 나리오키(斉興)라고 하게 됨. 종4위하 시종에 임명되었다. 분고노카미 겸임.
- 분카 6년 (1809년) 6월 17일, 가독 승계. 12월 16일 좌근위권소장(左近衛権少将)로 관직이 바뀜. 분고노카미 겸임 유임.
- 분세이 원년 (1818년) 12월 16일, 종4위상으로 승진. 좌근위권중장(左近衛権中将)으로 관직이 바뀜. 분고노카미 겸임 유임.
- 덴포 3년 (1832년) 5월 16일, 겸임이었던 분고노카미가 오스미노카미로 바뀜.
- 덴포 3년 (1832년) 윤11월 2일, 정4위하로 승진. 좌근위권중장(左近衛権中将), 오스미노카미 유임
- 덴포 9년 (1838년) 12월 5일, 참의로 부임
- 덴포 13년 (1842년) 12월 1일, 정4위상으로 승진. 참의 유임.
- 가에이 4년 (1851년) 2월 2일, 은거.
- 안세이 4년 (1857년) 12월 15일, 종3위로 승진.

※참고 - 막부 말기 메이지 중직 보임・부제번 일람 (도쿄대학출판회, 2016년 발행)

## 가계
- 아버지 : 시마즈 나리노부 (1774년 ~ 1841년)
- 어머니 : 사타케 요시마사의 양녀 - 스즈키 카츠나오의 딸, 측실
- 정실 : 이요히메 (1792년 ~ 1824년) - 카네코, 켄쇼인, 이케다 하루미치의 딸
  - 장남 : 시마즈 나리아키라 (1809년 ~ 1858년)
  - 차남 : 이케다 나리토시 (1811년 ~ 1842년)
  - 차녀 : 코우히메 (1815년 ~ 1880년) - 야마우치 토요테루의 정실
  - 4남 : 모로노스케 (諸之助, 1817년 ~ 1819년) - 요절. 분카 14년 (1817년) 3월 17일생
  - 6남 : 친노스케 (珍之助, 1819년 ~ 1820년) - 요절. 분세이 2년 (1819년) 2월 13일생
- 측실 : 오유라노카타 (1795년 ~ 1866년) - 쵸닌 출신
  - 3녀 : 사토히메 (智姫, 1815년 ~ ?) - 요절
  - 5남 : 시마즈 히사미츠 (1817년 ~ 1887년) - 타네가시마 히사미치, 시마즈 타다키미의 양자
  - 7남 : 유시치로 (唯七郎) - 요절
- 측실 : 세키네 츠네타다의 딸
- 측실 : 니시나리 준의 딸
- 약혼자 : 토미 - 마츠다이라 하루사토의 딸
- 생모 불명의 자녀
  - 장녀 : 順姫 - 혼다 야스아키의 정실
- 양자녀
  - 양녀 : 이쿠히메 (1807년 ~ 1850년) - 오키코(興子), 시마즈 나리노부의 딸, 코노에 타다히로의 정실
  - 양녀 : 아리마 하루히메 (1820년 ~ 1903년) - 세이운인(晴雲院), 시마즈 나리노부의 딸. 아리마 요리토우의 정실
  - 양녀 : 카츠히메 - 시마즈 나리노부의 딸, 마츠다이라 야스히사의 정실

쇼와 천황의 황후인 고준 황후는 나리오키의 4대손(외증손녀), 아키히토는 5대손, 나루히토는 6대손에 해당한다.

## 등장 작품
- 나는 듯이 (1990년, 배우 : 에미 슌타로)
- 아츠히메 (2008년, 배우 : 나가토 히로유키)
- 세고돈 (2018년, 배우 : 카가 타케시)

| 전임 시마즈 나리노부 | 제10대 사쓰마번 번주 1809년 ~ 1851년 | 후임 시마즈 나리아키라 |

| 전임 시마즈 나리노부 | 제27대 시마즈씨 당주 1809년 ~ 1851년 | 후임 시마즈 나리아키라 |